# Marx Löwenstein
Marx Löwenstein, in den USA Marks John Livingston (* 29. November 1824 in Walsdorf bei Idstein; † 23. April 1889 in Frankfurt am Main) war ein deutschamerikanischer Multimillionär.

## Leben
Löwenstein soll in den 1840er Jahren anlässlich eines Viehmarktes in Hochheim Verkaufserlöse unterschlagen haben; diese Darstellung geht auf einen Zeitungsartikel aus dem Jahr 1926 zurück, konnte jedoch anhand der überlieferten Viehhandelsprotokolle widerlegt werden. Er wanderte zirka 1846/47 nach Amerika aus und bezahlte seinen Brüdern Frank (Feist) und Löb die Überfahrt. 1848 begann der sogenannte Kalifornische Goldrausch, an dem die Brüder auch teilhaben wollten. Einer von ihnen blieb in New York, während Markus Löwenstein nach San Francisco zog, um die Waren in New York zu ordern, die die Goldgräber nachfragten. Meist zahlten diese dann mit Goldstaub oder -körnern. Einen Teil des Gewinns wurde dann in Grundbesitz in der sich rasch vergrößernden Stadt San Francisco angelegt und sie erwarben damit ein Millionenvermögen. Zuvor heiratete er als 24-jähriger Mann in Louisville (Kentucky) die 17-jährige Franziska (Frances) Marks (* 17. April 1831 im pfälzischen Herchweiler).

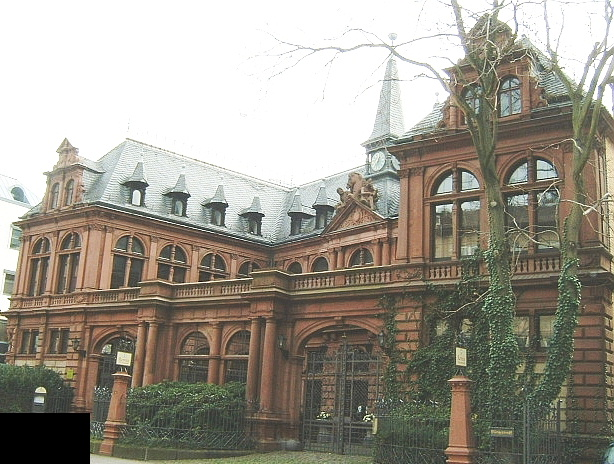
Livingstonscher Pferdestall

In Louisville (Kentucky) wurde 1853 die älteste Tochter Fanny geboren. Der Sohn Josef Leopold, genannt Joe, wurde 1856 bereits in San Francisco geboren, ebenso wie 1860 die jüngste Tochter Rose. In San Francisco nannte sich die Familie fortan Livingston. 1867 besuchte Livingston seine Heimatgemeinde Walsdorf, tilgte kleinere Schulden und zeigte sich mildtätig gegenüber den Bewohnern seiner ehemaligen Heimatgemeinde. Im gleichen Jahr kehrte er nach San Francisco zurück.
1870 zogen Marks Livingston und Frank (Feist) mit ihren Familien wieder nach Deutschland und ließen sich in Frankfurt als Rentiers nieder. Der Bruder Löw und seine Familie folgten ihnen 1876. In der Bockenheimer Landstraße 33 bewohnte Marx Livingston mit seiner Familie die Villa Bockenheim bis zu seinem Tod am 23. April 1889. Unweit der Villa, Ulmenstraße 20, ließ er 1880 für Kutschen, Pferde und Kutscher den bis heute erhalten gebliebenen, neobarocken Livingstonschen Pferdestall errichten, in dem, aus Raumknappheit, die Kutschen im 1. OG mittels eines Aufzuges untergebracht wurden.

## Nachkommen
Der Pferdestall wurde nach dem Tode von Marx Löwenstein verkauft, die Villa wurde Tochter Rose vermacht, die dort nicht wohnen blieb und die Villa später zur Finanzierung ihrer Stiftungen an den Nachbarn in der Nr. 35, Kahn, verkaufte; ihre Mutter zog, bald nachdem sie Witwe geworden war, in den Reuterweg 34. Deren Tochter Fanny heiratete Dr. Salomon Herxheimer. Er war der erste Dermatologe in Frankfurt, leitete eine Klinik für Haut- und Geschlechtskrankheiten und verstarb am 12. August 1899 bei einem Bergunfall. Seine Witwe gründete zu seiner Erinnerung die „Sanitätsrat Dr. Salomon Herxheimersche Stiftung“. Sie spendete ein Stiftungskapital von 100.000 RM zur unentgeltlichen Behandlung bedürftiger Hautkranker. Auch ihre Mutter Frances (Franziska) Livingston bedachte diese Stiftung mit 20.000 RM in ihrem Testament. Sein Bruder Karl Herxheimer, später auch berühmter Dermatologe, übernahm die Klinikleitung und bewirkte später deren Eingliederung in die von ihm mitgegründete Universitätsklinik.
Sohn Josef Leopold (Joe) führte die Geschäfte der Familie weiter und heiratete in den USA in ein reiches Bankhaus ein.
Tochter Rose blieb unverheiratet. Nach dem Tode ihres Vaters zog sie aus der elterlichen Villa um in die Myliusstraße 28. Sie trat 1891 zum evangelischen Glauben über. In Frankfurt richtete sie 1909 zwei Stiftungen ein: Das Nellinistift, mit einem Stiftungskapital von 1.137.380 Mark, als Heim für alleinstehende alte Damen, sowie die Ausmalung der Lukaskirche, mit ca. 250.000 Mark. Die Gemälde für die Kirche entwarf 1910–1918 Wilhelm Steinhausen, dessen Großformate Der Abend und der Morgen im Nellinstift Aufnahme fanden (die Gemälde wechselten 2009 den Besitzer). Den Bau des Stifts, Cronstettenstr. 57, entwarf 1912/13 der damalige Stararchitekt Bruno Paul in neoklassizistischem Stil und in der Art eines herrschaftlichen Landhauses.